# Sanacja
Sanacja foi um movimento político polonês criado no período entre guerras por um grupo de ativistas do Bloco Apartidário para a Cooperação com o Governo. O Sanacja chegou ao poder na década final da Segunda República Polaca, como resultado do Golpe de Maio de 1926 por Józef Pilsudski. O movimento tomou o nome de seu lema significando a "higienização" moral (cura) da estrutura política polaca. Existiu de 1928 até a morte de Piłsudski em 1935. O Bloco dividiu-se em várias facções, incluindo "Castelo" antes da invasão da Polônia pela Alemanha nazista em 1939. 
Os defensores do Sanacja apoiavam o regime autoritário e se posicionaram em um círculo de colaboradores mais próximos de Pilsudski, incluindo Walery Sławek, Aleksander Prystor, Kazimierz Świtalski, Janusz Jędrzejewicz, Adam Koc, Józef Beck, Tadeusz Hołówko, Bogusław Miedziński e Edward Rydz-Śmigły. Pregava a primazia do interesse nacional na governança, argumentando contra o sistema de democracia parlamentar. 